# Salem (nombre)
Salem (Valencia)
Salem es un nombre de origen hebreo y a la vez árabe. Su diferencia consiste en el género de la persona que porta dicho nombre. También se le asocia comúnmente a la comunidad de Brujas en el condado de Salem, ubicado en Massachusetts.
Según la numerología, este nombre es portador del número 5, el cual representa la suerte y la divinidad.

## Orígenes

### Árabe
El nombre Salem en origen árabe tiene la característica de ser un nombre masculino, el cual, traducido al español se aproxima al significado de: "El puro, inmaculado"

### Hebreo
El nombre Salem (heb. Shâlêm) en hebreo se emplea para personas del género femenino, Y cuyo significado se aproxima al español como: "Paz, justicia, Perfecta, Completa". Su origen se remonta a la época anterior a los patriarcas, donde la ciudad de Jerusalén (traducida tradicionalmente como "ciudad de la paz") era también conocida popularmente como Salem.

#### Origen del nombre hebreo
Los Canaanitas, antiguos habitantes de la zona hoy conocida como Jerusalén dieron por nombre a la ciudad lo que deriva de una de las dos divinidades adoradas por los habitantes de aquella época: Salim, que representaba al sol poniente o perfecto. La otra divinidad adorada era Sahar, dios del sol saliente. El nombre Salim, fue desde entonces asociado a la divinidad y la perfección. Más adelante, este fue asociado a la palabra hebrea "Shalom", cuyo significado al español es "Paz".